# Luis S. Ugarte
Luis Severo Ugarte Ronceros (Lima, 22 de octubre de 1876 - 16 de diciembre de 1948) fue un fotógrafo peruano quien abrió su estudio fotográfico en la ciudad de Lima.
Sus descendientes donaron en la década de 1980 una parte de su archivo a la Biblioteca Nacional del Perú para que sea resguardado.